# Mariano Baptista
Mariano Baptista Caserta (Calchani, 16 luglio 1832 – Cochabamba, 19 marzo 1907) è stato un politico boliviano, fu il 23º presidente della Bolivia dal 1892 al 1896.
Nel 1855 fu eletto deputato come rappresentante del dipartimento di Chuquisaca, fu anche membro dell'assemblea costituente boliviana del 1871. Nel periodo 1884-1888 fu vicepresidente durante il mandato di Gregorio Pacheco.